# Израел Даг
Израел Даг (енгл. Israel Dagg; 6. јун 1988) је професионални новозеландски рагбиста који тренутно игра за највећи клуб на свету - Крусејдерси. Даг је био међу 5 најбољих играча на светском првенству 2011.

## Биографија
Израел Даг је у каријери играо за Хокс Беј у ИТМ Куп-у, и за екипу Хајлендерси у најјачој лиги на свету, пре него што је прешао у Крусејдерсе. За репрезентацију Новог Зеланда је дебитовао против Ирске у јуну 2010. До сада је за "Ол блексе" одиграо 48 тест мечева и постигао 15 есеја. Примарна позиција му је број 15 - аријер (енгл. Full back), али повремено игра и крило. Бриљирао је на светском првенству 2011. које је Нови Зеланд освојио и један је од најбољих аријера на јужној хемисфери.